# Jan Lukavec
Jan Lukavec (* 13. června 1977 Praha) je český publicista, knihovník v Národní knihovně ČR a redaktor časopisu iLiteratura.cz pro oblast non-fiction literatury.

## Život
Vystudoval bohemistiku a kulturologii na Filozofické fakultě Univerzity Karlovy v Praze. Vystupoval v Českém rozhlase (Knížky Plus, Hergot!, Mozaika, Liberatura) nebo v České televizi (ArtZóna, Třistatřicettři), svými recenzemi, reportážemi i esejemi přispíval či nadále přispívá do Kavárny Dnes, Literárních novin, Hospodářských novin, Orientace LN, Hosta, Reflexu, Respektu, Deníku N, Salonu Práva, Seznam Zprávy, Hrotu, Psychologie dnes nebo elektronického časopisu o informační společnosti Ikaros. Byl členem komise ceny Magnesia Litera – Litera za naučnou literaturu, některých grantových komisí Ministerstva kultury, komise Mezinárodních cen Egona Erwina Kische za literaturu faktu nebo Ceny za nejlepší dokumentární knihu Mezinárodního festivalu dokumentárních filmů Ji.hlava. Ondřej Buddeus o něm napsal, že je "poctivým kritikem a recenzentem literatury faktu". Polemicky ale naopak reagovali někteří z autorů recenzovaných děl, zvláště Daniel Strož  a Antonín Líman. Příležitostně také přednáší na vybraných vysokých školách o tématech jako Lidská sexualita jako jedna z oblastí setkávání příslušníků odlišných kultur nebo „Kokosy“, „banáni“ a „černobílá jehňata“ v literatuře multietnických Čech. Spolupracuje s Českým literárním centrem. Je autorem několika knih.

#### Kauza s Jiřím Mejstříkem
V únoru 2017 podal Radě Českého rozhlasu stížnost na to, že v pořadu Jiřího Mejstříka byly bez uvedení původního zdroje citovány dlouhé pasáže z jeho recenze knihy Media life. Jiří Mejstřík tvrdil, že původně uvedený údaj se ztratil během redakčních úprav, nicméně Rada Českého rozhlasu po prostudování dalších částí pořadu objevila podobné plagiáty minimálně v dalších dvou dílech téhož pořadu. Ve svém stanovisku uvedla, že stížnost přispěla k tomu, aby redaktoři i externí spolupracovníci ČRo napříště velmi pečlivě uváděli své zdroje. Kauze se věnoval Bohumil Kartous v článku Plagiátorství? OK, zbavíme se archivu a plagiátora necháme dál "plodit".

### Spory kolem G. K. Chestertona
Polemika s Alexandrem Tomským se rozhořela nad Lukavcovým článkem O životě Chestertonů v Čechách (Lidové noviny 31. 5. 2008). Tomský na něj reagoval svojí polemikou, v níž autorovi vytkl, že se zaměřuje hlavně na všechny možné i nemožné omyly, kterých se Chesterton, jehož tolik velkých umělců a filozofů považovalo za génia, dopustil, a článek označil za „mrzoutský“. Lukavec ve své odpovědi uvedl, že se ve svém článku nepokoušel o vyjmenování všech Chestertonových omylů, protože takový výčet by byl dlouhý a vypadal by jinak. Spíše mu šlo o postižení některých motivů myšlení britského spisovatele a jednostranných interpretací jeho díla, z nichž se ovšem jako literární historik mohl jen radovat. Každopádně polemika ohledně Chestertona podle něj dokládá, že jde o autora stále živého.

## Rozhovory
- rozhovor s Jovankou Šotolovou a Janem Lukavcem v pořadu Liberatura na Radiu Wave
- Hergot! S Janem Lukavcem: Fantastický multikulturalismus upírů a víl
- Letní knižní tipy v Hergot!u: Krakonoš, sex a Robespierre
- Letní speciál Hergot!u: duchovní čtení s Janem Lukavcem
- Rozhovor pro televizní pořad Třistatřicettři
- Imaginární zoologie. Průlet představami o zvířatech od starověku po současnost
- Zabijácké výtahy, archy Noemovy a chodovské UFO
- Jsme zahlceni tituly od všeznalců na úkor naučných knih od skutečných odborníků?
- Jaké imaginární světy obsadili zombíci? A jak se jim tam daří?
- Jižák, Jižák je město knih. V panelácích vzniká ojedinělá literatura osamělosti, ale i tajemství
- Literární publicista Jan Lukavec: Měl jsem potřebu Jižák bránit
- Osobní výpověď o tom, co ho na Jižáku zaujalo, a spousta lákavých aspektů, které nechává někomu dalšímu. Rozhovor. In Klíč 17.01.2023
- Roli dřívějších Židů dnes v Praze suplují Vietnamci, říká kulturolog, který se ve svých knihách věnuje vílám, Chestertonovi nebo panelové zástavbě
- Nejošklivější sídliště na světě? Jižní město je krásné jako Stonehenge, říká publicista
- Inteligence rostlin, Vikingové i Krakonošova družina. Bilancování s publicistou Janem Lukavcem

## Polemiky
- Jan Lukavec si říká "kulturolog", ale není jím doopravdy
- Proč je důležité míti Strože

## Výběrová bibliografie

### Knihy
- Fanatik, prorok, či klaun? G.K. Chesterton a jeho interpreti. Brno: Centrum pro studium demokracie a kultury (CDK), 2008, ISBN 978-80-7325-166-6, 259 s.
- Zneklidňující svět zrcadel. Praha: Malvern, 2010, ISBN 978-80-86702-83-4, 278 s.
- Slovník novější literární teorie. Glosář pojmů (editoři Richard Müller a Pavel Šidák, spoluautoři Jan Lukavec a Jan Matonoha). Praha: Academia 2012, ISBN 978-80-200-2048-2, 699 s.
- Od českého Tokia k exotické Praze. Praha: Malvern, 2013, ISBN 978-80-87580-61-5, 317 s.
- Městská knihovna v zrcadle času (1891-2016) (spoluautorka Zdeňka Čermáková). Praha: Městská knihovna v Praze, 2016. ISBN 978-80-7532-343-9, 1 online zdroj (158 s.)
- Bytosti na pomezí. Texty o literární fantastice. Praha: Pulchra, 2016, ISBN 978-80-7564-003-1, 288 s.
- Imaginární zoologie. Praha: Pulchra, 2019, ISBN 978-80-7564-043-7, 281 s.
- Jižák, město panelů, snů a mýtů: s fotografiemi Karla Cudlína. Praha: Pulchra, 2022, ISBN 978-80-7564-081-9, 224 s.
- Záchod, džíny, hostie: O kulturních dějinách věcí posvátných i zdánlivě obyčejných. Praha: Pulchra, 2025, ISBN 978-80-7564-117-5, 338 s.